# Dawa
Dawa (også stavet daʿwa og dawah, arabisk: دعوة) er et arabisk ord, der betyder "oplysning om islam".
Ordet betyder egentlig "råb" eller "kalden" på arabisk og bruges i Koranen om "bøn". I nogle sammenhænge kan det også oversættes som "mission".

## Brug
I islams indledende fase udtrykte dawa udbredelsen af en anden udlægning af islam end den, der prædikedes af myndighederne. Dawa kunne i sidste instans indebære en udskiftning af magthaverne.
Dawa blev anvendt som et bevidst virkemiddel i udviklingen af islamiske reformbevægelser i 1900-tallet som blandt andet praktiseret af Det muslimske broderskab i Ægypten og tilsvarende organisationer i andre muslimske lande.
I nutiden bruges dawa blandt andet om islamiske organisationers oplysningsarbejde i vestlige samfund. Sommetider udlægges dette arbejde som missioneren, men er ofte henvendt til de muslimske befolkningsgrupper i Vesten for at minde dem om deres religiøse baggrund og tilhørsforhold. Dawa kan således udøves både overfor muslimer og ikke-muslimer.